# فريدريك إف. هاوسر
فريدريك إف. هاوسر هو قاضي ومحامي وسياسي أمريكي، ولد في 11 أبريل 1905 في لوس أنجلوس في الولايات المتحدة، وتوفي في 25 ديسمبر 1989. نشط حزبياً في الحزب الجمهوري. وقد انتخب عضو جمعية ولاية كاليفورنيا ‏.